# Lisa Bresner
Cet article possède un paronyme, voir Lisa Brenner.
Lisa Bresner est une écrivaine et sinologue française, née le 29 octobre 1971 dans le 9e arrondissement de Paris et morte le 28 juillet 2007 à Nantes.

## Biographie
Après avoir appris le chinois, puis le japonais, Lisa Lucette Martine Bresner commence à écrire à l'âge de 14 ans, et publie son premier roman chez Gallimard à 20 ans. 
Lisa Bresner est pensionnaire de la villa Médicis en 1995-1996 et pensionnaire de la villa Kujoyama en 2001,.
Lisa Bresner se suicide le 28 juillet 2007 à Nantes,.

## Hommages

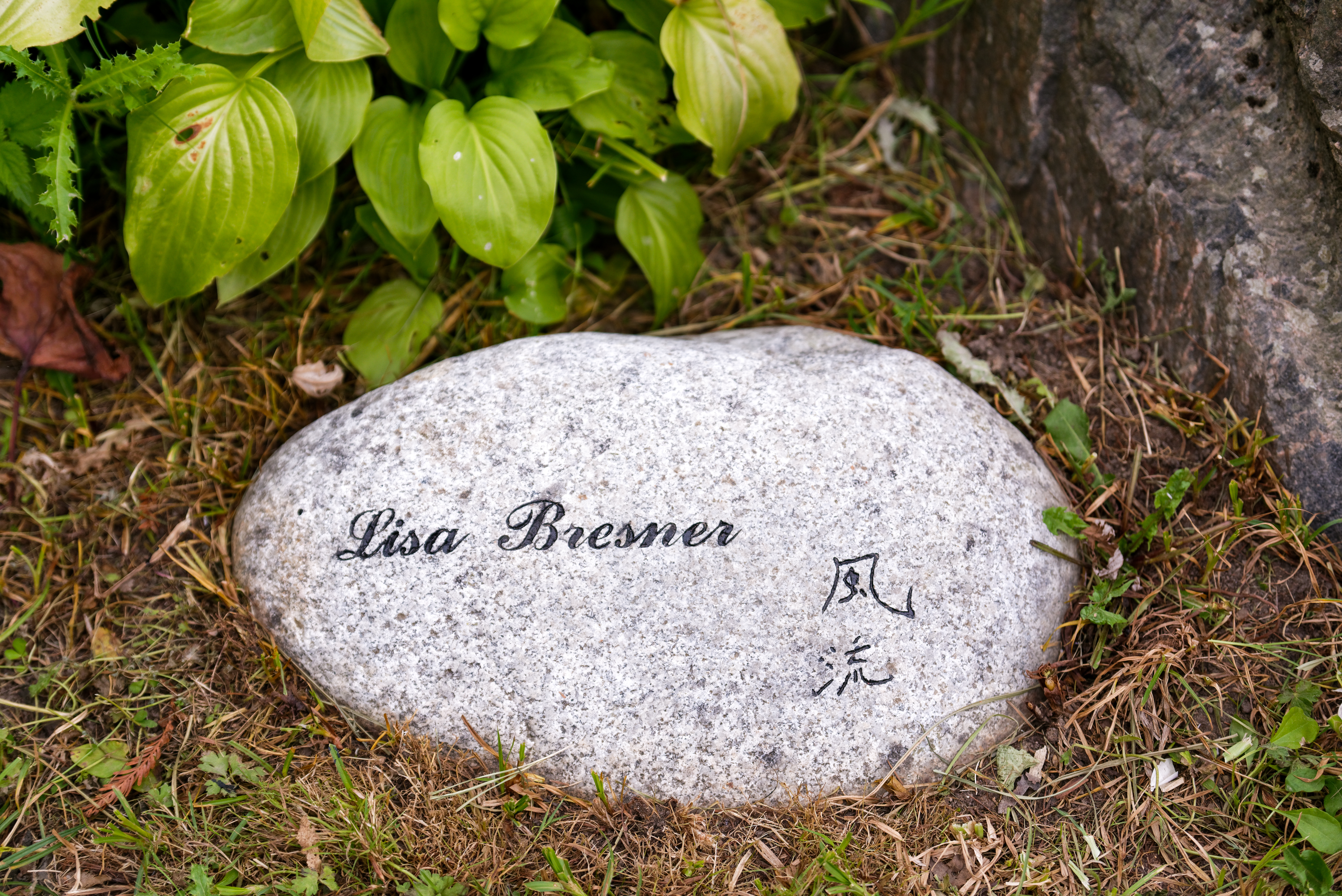
Pierre commémorative en hommage à Lisa Bresner.

Le 11 octobre 2008, un cerisier du Japon est planté au cœur du jardin japonais situé sur l’île de Versailles à Nantes, à côté d'une pierre commémorative gravée à son nom, en présence du maire Jean-Marc Ayrault. La quatrième médiathèque de la Bibliothèque municipale de Nantes, ouverte en octobre 2013 dans le quartier de Bellevue, porte son nom depuis le 12 décembre 2011. Une grande exposition intitulée Lisa Bresner, les chemins d’une œuvre lui est consacrée à la médiathèque Jacques-Demy de Nantes du 30 octobre 2013 au 2 mars 2014. François Cheng lui a dédié un poème dans son recueil Enfin le royaume en 2018.
Elle apparaît dans le livre d'Hélène Devynck, Impunité, paru en septembre 2022 aux éditions du Seuil, comme une des victimes présumées du présentateur de télévision, Patrick Poivre d'Arvor.

## Publications
- Lisa Bresner, Le Sculpteur de femmes : roman, Paris, Gallimard, 1992, 77 p. (ISBN 978-2-07-072751-3)
- Lisa Bresner, Ma tendre ennemie : roman, Paris, Gallimard, 1994, 123 p. (ISBN 2-07-073423-4, présentation en ligne)
- Lisa Bresner, Hong Kong souvenir : roman, Paris, Gallimard, 1995, 119 p. (ISBN 2-07-074189-3, présentation en ligne)
- Lisa Bresner, La vie chinoise de Marianne Pêche : roman, Paris, Gallimard, 1996, 232 p. (ISBN 2-07-074396-9, OCLC 36233255, LCCN 98203390, présentation en ligne)
- Quatremers le Céleste, Éditions MeMo, 1996
- Collection étymologie animée, Éditions MeMo, 1998 et 2001
- Du vide parfait : Lie Zi : extraits, éd. et trad. du chinois par Lisa Bresner, Paris, Rivages, coll. "Rivages-Poche", 1999.
- Foming et le trésor des mers, Paris, Père Castor/Flammarion, 1999.
- Un rêve pour toutes les nuits, Arles, Actes Sud Junior, 1999.
- Zoo, Michel Baverey éditeur, 1999
- Lisa Bresner, Vingt-trois délices : l'album d'un amateur, Paris, Gallimard, 2000, 109 p. (ISBN 2-07-075693-9, LCCN 00358931, présentation en ligne)
- Lisa Bresner, Lao Tseu : roman, Arles, Actes sud, 2000, 113 p. (ISBN 2-7427-2520-2, OCLC 43365691, LCCN 00357902, présentation en ligne)
- Lully de Chine en Chine, Paris, Gallimard Jeunesse, 2000.
- Les Voix de la pleine lune, Michel Baverey éditeur, 2000
- Lisa Bresner, Contes chinois : le Bouvier et la Tisserande, Paris, École des loisirs, 2000 (ISBN 978-2-211-05471-3, présentation en ligne)
- Sagesses et malices de la Chine Ancienne, Paris, Albin Michel, 2000.
- Histoire des dix soleils amoureux des douze lunes, Arles, Actes Sud Junior, 2001.
- Un cheval blanc n'est pas un cheval, "Lutin poche", Paris, L'École des Loisirs, 2001.
- Affaires résolues à l'ombre du poirier, Un manuel chinois de jurisprudence et d'investigation policière du XIIIe siècle (Robert Van Gulik) : éd. et trad. du chinois par Lisa Bresner, Paris, Albin Michel, 2002.
- Les Douze Animaux des quatre vents, Paris, Desclée de Brouwer, 2003.
- Lisa Bresner, Pékin est mon jardin : roman, Arles, Actes sud, 2003, 148 p. (ISBN 2-7427-4242-5, présentation en ligne)
- Misako, Éditions MeMo, 2003
- Le Secret d'un prénom, illustrations de Frédérick Mansot, Arles, Actes Sud Junior, 2003.
- Lisa Bresner, Tuiles intactes et jades brisés : petits traités sur la Chine, Arles (Bouches-du-Rhône, P. Picquier, 2003, 171 p. (ISBN 978-2-87730-659-1, présentation en ligne)
- Mélilotus et le mystère de Goutte-Sèche, Arles, Actes Sud Junior, 2003.
- Lily-Rose au pays des mangas, Arles, Actes Sud Junior, 2004.
- Mon 1er livre de chinois, Paris, Philippe Picquier, 2004.
- Mélilotus et le cavalier sans visage, Arels, Actes Sud Junior, 2005.
- Le Voyage de Mao-Mi, Arles, Actes Sud Junior, 2006.
- Mes premières leçons de chinois, Paris, Philippe Picquier, 2007.
- Kanji, Paris, Philippe Picquier, 2007.
- Ka, Paris, Philippe Picquier, 2007.
- 8H29, Arles, Actes Sud Junior, 2008.

## Filmographie

### Réalisatrice
- 2004 : Misako (court-métrage), avec Lika, Arnaud Lesimple, Rasim Biyikli, Béatrice Templé
- 2005 : Mes Autres (court-métrage), avec Jeanne Moreau, Clara Massé

### Actrice
- Feuilleton, réalisé par Enola S. Cluzeau